# Economia do trabalho
A economia do trabalho é o ramo da economia que  procura compreender o funcionamento e a dinâmica dos mercados de trabalho assalariado, assim como a influência dos aspectos macroeconômicos no mercado de trabalho. O trabalho é uma mercadoria fornecida por trabalhadores, geralmente em troca de um salário pago por empresas. Como os trabalhadores e as firmas existem como parte de um sistema social, institucional e político, a economia do trabalho também deve levar em conta as variáveis sociais, culturais e políticas.
Os mercados de trabalho funcionam através da relação de trabalhadores e empregadores. A economia do trabalho analisa a interação entre fornecedores de trabalho (trabalhadores) e os demandantes desse trabalho (empregadores) a fim de entender o padrão resultante de emprego, salário e renda. Tais padrões existem pois se assume que cada indivíduo no mercado faça escolhas racionais com base nas informações disponíveis sobre salários e o mercado no geral e também dado sua disposição de fornecer trabalho e desejo de lazer. Os mercados de trabalho são normalmente delimitados geograficamente, mas a ascensão da internet trouxe um “mercado de trabalho global” em alguns setores da economia.
O trabalho é uma medida de esforço feito por seres humanos para se atingir determinado fim. É convencionalmente contrastado com outros fatores de produção, como terra e capital. O trabalho é um tipo especial de bem pois ele não pode ser separado de  seu proprietário (ou seja, o trabalho não pode ser separado da pessoa que o faz). Um mercado de trabalho também é diferente de outros mercados, pois os trabalhadores são os fornecedores e as empresas são os demandantes.